# Diplectrona aiensis
Diplectrona aiensis är en nattsländeart som beskrevs av Kobayashi 1987. Diplectrona aiensis ingår i släktet Diplectrona och familjen ryssjenattsländor. Inga underarter finns listade i Catalogue of Life.